# Hans Zatzka

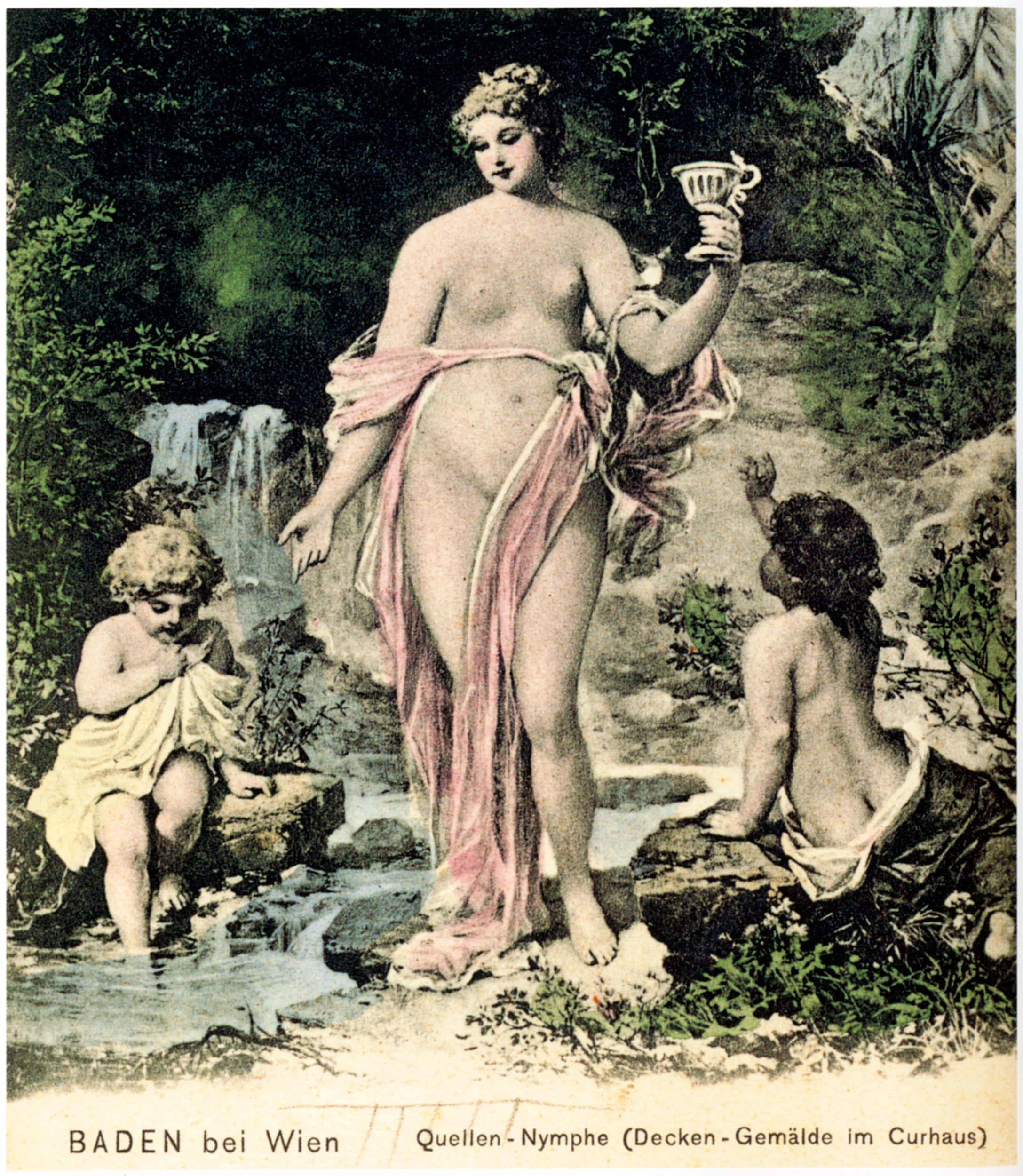
Nimfa u źródła (1896) jako pocztówka

Hans Zatzka (właściwie Johann Franz Čačka, pseudonimy Zabateri, P. Ronsard, Joseph Bernard i Bernárd Zatzka, ur. 8 marca 1859 w Wiedniu-Breritensee, zm. 17 grudnia 1945 tamże) – malarz austriacki, brat architekta Ludwiga Zatzki.
W latach 1877–1882 studiował malarstwo na Akademii Sztuk Pięknych w Wiedniu. W roku 1880 został nagrodzony złotym medalem. Po pobycie studialnym we Włoszech powrócił do Wiednia, gdzie został niezależnym malarzem. Był uważany za następcę Hansa Makarta.
Jego obrazy przedstawiające piękne kobiety w bogatym otoczeniu przysporzyły mu popularności i były reprodukowane na pocztówkach oraz na wielkoformatowych oleodrukach. Jako modelki służyły mu jego pierwsza żona oraz dwie córki.
Tworzył wiele plafonów w budynkach wznoszonych przez jego brata Ludwika. Tworzył też liczne obrazy ołtarzowe oraz freski w kościołach Austrii i Czech.
Dzięki niezwykłej sprawności potrafił namalować dwa obrazy w ciągu tygodnia.